# Parlamentul cel Lung
În 3 noiembrie 1640, regele Carol I Stuart al Angliei convoacă acest parlament care își desfășoară activitatea timp de 13 ani până în 1653 când este dizolvat de către Oliver Cromwell.
Camere : Camera Comunelor (care reprezinta opoziția condusa de Oliver Cromwell) si Camera Lorzilor (care reprezinta regalistii conduși de Carol I Stuart) 
In 1640 se adopta "Actul Trienal"  prin care Parlamentul dorește sa fie chemat măcar o data la 3 ani 
In 1641 "Mustrarea cea Mare" , Regele Carol I Stuart nu s-a ținut de cuvânt iar Parlamentul si-a dat seama ca acesta minte. 
In 1642 Carol I Stuart părăsește Londra după câte urmează Faza Războiului Civil din 1642 pana în 1649.